# Усманов, Хатиб Усманович
Хати́б (Хатип) Усма́нович Усма́нов (псевдоним — Хатиб Госман; 21 мая 1908 — 12 января 1992) — татарский советский литературовед, писатель, педагог, доктор филологических наук (1962), профессор (1964). Профессор кафедры татарской литературы Казанского государственного университета (1975—1989). Заслуженный деятель науки Татарской АССР (1968). Член Союза писателей СССР (с 1939).

## Биография
Хатиб Усманов родился 21 мая 1908 года в деревне Сульмаш (ныне в Чернушинском районе Пермского края) в многодетной семье муллы. Учился в деревенской религиозной татарской школе, затем в русской школе соседнего села Рябки. В 1926 году переехал в Казань и поступил на Татарский рабфак, откуда был отчислен спустя год из-за своего социального происхождения. Работал ликвидатором неграмотности на Казанской бирже труда, учителем начальной школы деревни Сульмаш. В 1929—1930 годах — заведующий библиотекой Свердловского татарского педагогического училища. Затем занялся журналистикой, работал в редакциях газет «Социализм юлы» («Путь социализма», Свердловск), «Сталинчы» («Сталинец», Астрахань), «Коммунист» (Москва), «Яшь сталинчы» («Молодой сталинец», Казань) и других. В 1935 году поступил на отделение татарской филологии Казанского государственного педагогического института. В 1939 году с отличием окончил университет и около года работал преподавателем Елабужского учительского института. Позднее читал курс лекций по литературе Западной Европы в Казанском педагогическом институте и параллельно работал научным сотрудником музея Горького.
После начала Великой Отечественной войны на службе в Красной Армии. Был рядовым, позднее — политработником, сотрудником фронтовых газет Северо-Западного и 2-го Белорусского фронтов, служил в инженерно-сапёрной штурмовой гвардейской бригаде. В 1945 году вступил в КПСС.
После демобилизации с 1946 по 1951 год работал старшим преподавателем на кафедре зарубежной литературы Казанского педагогического института. В 1951 году защитил кандидатскую диссертацию по теме «Развитие эстетических идей Хади Такташа», после чего был избран заведующем кафедрой татарского языка и литературы Казанского государственного университета. В 1960 году эта кафедра была разделена на кафедру татарского языка и кафедру татарской литературы, и Усманов стал заведующим кафедрой татарской литературы, которую он возглавлял до 1975 года. В 1962 году защитил докторскую диссертацию по теме «Социалистическая революция и татарская поэзия». В 1964 году ему было присвоено звание профессора. В 1975—1989 годах — профессор кафедры татарской литературы Казанского государственного университета.
Умер 12 января 1992 года. Похоронен в Казани на Татарском кладбище в Ново-Татарской слободе.

## Литературная деятельность
Хатиб Усманов увлёкся литературой ещё в детстве. Его старший брат Тахир Госман-Сульмаш (1900—1983) был звестным писателем. Свой первый сборник стихов «Лирика полей» («Кырлар лирикасы») Хатиб Усманов опубликовал в 1931 году. Эти стихи полны размышлений и переживаний, в них ощущается влияние поэзии Такташа и Кутуя. В дальнейшем издал сборники «Голос крови» (1933), «Йосыф» (1937), «Я поднимаюсь на небо» (1937), «Пламенное сердце» (1943), «На линии огня» (1945). В этих произведениях описывается быт советских людей и героизм бойцов Красной Армии. В 1939 году Хатиб Усманов был принят в Союз писателей СССР.

## Научная деятельность
Сферой научных интересов Хатиба Усманова была татарская поэзия 1910—1920-х годов, творчество Г. Тукая, М. Гафури, Ш. Бабича, Х. Туфана и других татарских поэтов. Его первым серьёзным научным трудом стала книга «Поэзия Такташа» («Такташ поэзиясе», 1953), посвящённая творчеству Хади Такташа, с которым Усманов был знаком лично. В дальнейшем Усманов читал спецкурс, посвящённый Хади Такташу.
Тема докторской диссертации Усманова «Социалистическая революция и татарская поэзия» была актуальной для того времени. Она содержит комплексное исследование татарской поэзии 1910—1920-х годов, на которую оказали влияние революции и войны.
Автор множества статей по истории и теории литературы. Написал несколько школьных учебников и пособий по литературе для вузов, в частности «Теория литературы» (1980, в соавторстве с З. Мазитовым).
В 1958 году выпустил книгу «О современной татарской литературе (К 1-му съезду писателей РСФСР)», где описывается текущее состояние татарской литературы, её достижения и проблемы. Творчество татарских писателей он рассматривает в историческом контексте, делает различные сопоставления и сравнения.
Усманов занимался исследованием тюрко-татарского стихосложения, этой теме посвящён ряд его публикаций: «Татарский стих (исторический обзор)» (1964), «Стихосложение» (1973), «Древние истоки тюркского стиха» (1984), «Тюркский стих в средние века» (1987) и другие. Он рассматривал связь татарского стихосложения с другими литературами. По его мнению, татарская поэзия развивалась главным образом за счёт внутренних ресурсов, впитав ритмику разговорной речи, пословиц и поговорок.
Существенное внимание Усманов уделял сбору и публикации татарского фольклора. При его участии была издана анталогия «Татарское народное творчество» (1951; второе издание — 1954).
После защиты докторской диссертации Усманов занялся изучением средневековой татарской литературы, принимал участие в археографических экспедициях. В 1969 году в соавторстве с З. Максудовой издал поэму Кутба «Хосров и Ширин» (1342) в арабской графике. Затем издал произведения Хисама Кятиба «Джумджума султан» (1369) с предисловием и комментариями. В 1980 году в соавторстве с З. Максудовой и Р. Кадировым в арабской графике издал «Гулистан биттюрки» (1391) и лирические произведения С. Сараи (1321—1396). В 1981 году издал книгу «Источники древнетюркской и татарской литературы», использующаюся в вузах в качестве учебного пособия.

## Награды
- Орден Красной Звезды[2]
- Орден «Знак Почёта»[2]
- Медаль «За победу над Германией в Великой Отечественной войне 1941—1945 гг.»[2]
- Медаль «За взятие Кёнигсберга»[2]
- Медаль «За отвагу»[3]
- Медаль «За трудовое отличие» (14 июня 1957)
- Знак «Гвардия»[3]
- Заслуженный деятель науки Татарской АССР (1968)

## Сочинения
- Кырлар лирикасы (Лирика полей). — Казан: Татгосиздат, 1931. — 36 б.
- Минкњккђ књтђрелђм (Я поднимаюсь в небо). — Казан: Татгосиздат, 1937. — 42 б.;) /Второе издание/. — Казан: Татгосиздат, 1949. — 32 б.
- Йосыф: Хикђя (рассказ). — Казан: Татгосиздат, 1937. — 147 б.
- Ялкынлы йљрђк (Пламенное сердце): Повесть. — Казан: Татгосиздат, 1943. — 136 б.
- Ут сызыгында: ќыентык (На линии огня: сборник). — Казан: Татгосиздат, 1975. — 71 б.
- Такташ поэзиясе (Поэзия Такташа). — Казан: Татгосиздат, 1953. — 141 б.
- О современной татарской литературе (К 1-му съезду писателей РСФСР). — Казань: Таткнигоиздат,1988. — 24 с.
- Бљек Октябрь революциясе џђм гражданнар сугышы чорында татар поэзиясе (Татарская поэзия периода Великой Октябрьской революции и гражданской войны). — Казань: Изд-во КГУ, 1960. — 180 с.
- Основные вопросы татарского стихосложения / Из серии докладов делегации СССР на XXV международном конгрессе востоковедов. — М.: Изд-во восточной литературы, 1960. — 0,5 п.л.
- Grundfragen des tatarischen Versbaus. — М.: Изд-во восточной литературы, 1960. — 0,5 п.л. (на нем.языке).
- Егерменче елларда татар поэзиясе (Татарская поэзия 20-х годов). — Казань: Изд-во КГУ, 1964. — 395 б.
- Татар шигыре: тарихи књзђтњ (Татарский стих). — Казан: Таткнигоиздат, 1964. — 155 б.
- Татар ђдђбияты тарихыннан студентларныћ практик дђреслђре љчен уку материаллары (Из истории татарской литературы: Материалы для практических занятий студентов) / Составители — Х.Усманов иЗ.Максудова. — Казань: Изд-во КГУ, 1967. — 99 б.
- Котб. Хљсрђњ-Ширин хикђяте («Хосров и Ширин» Кутба): В 2-х ч. / Подготовили к изданию Х.Усманов и З.Максудова. — Казань: Изд-во КГУ, 1964. — 441 б.
- Хисам Кятиб. Ќљмќљмђ солтан («Джумджума султан» Хисама Кятибa) / Подготовил к изданию Х.Усманов. — Казань: Изд-во КГУ, 1970. — 110 б.
- Шигырь тљзелеше (Стихосложение: Пособие для студентов). — Казань: Изд-во КГУ, 1973. — 86 б.
- Шигърият гомере (Жизнь поэзии) — Казан: Татгосиздат, 1978. — 206 б.
- ђдђбият теориясе: ђдђби ђсђр(Теория литературы). — Казан: Татгос-издат, 1980. — 144 б. (в соавторстве с З.Мазитовым).
- Сђйф Сараи. Китабе Гљлестан бит-тљрки («Китабе Гулистан бит-тюрки» Саифа Сараи): В 2-х ч. /Подготовили к изданию Х.Усманов, З.Максудовa и Р.Кадиров. — Казань: Изд-во КГУ, 1980. — 249 с.
- Борынгы тљрки џђм татар ђдђбияты чыгaнаклары (Источники по древнетюркской и татарской литератур: Учебное пособие для студентов). — Казань: Изд-во КГУ, 1981. — 248 б.
- Олы юлга чыкканда (На столбовую дорогу: Монография). — Казан: Таткнигоиздат, 1982. — 256 б.
- Древние истоки тюркского стиха. — Казань: Изд-во КГУ, 1984. — 148 с.
- Тюркский стих в средние века. — Казань: Изд-во КГУ, 1987. — 144 с.